# Imee Marcos
Pour les articles homonymes, voir Marcos.
Maria Imelda Josefa Remedios « Imee » Romualdez Marcos, née le 12 novembre 1955 à Mandaluyong (Philippines), est une femme politique philippine. Elle est sénatrice depuis 2019.
Fille de l'ancien couple présidentiel Ferdinand et Imelda Marcos, elle est la sœur aînée de l'actuel président, Ferdinand Marcos Jr. Elle a été représentante du 2e district d'Ilocos Norte de 1998 à 2007 puis gouverneure d'Ilocos Norte de 2010 à 2019.

## Biographie

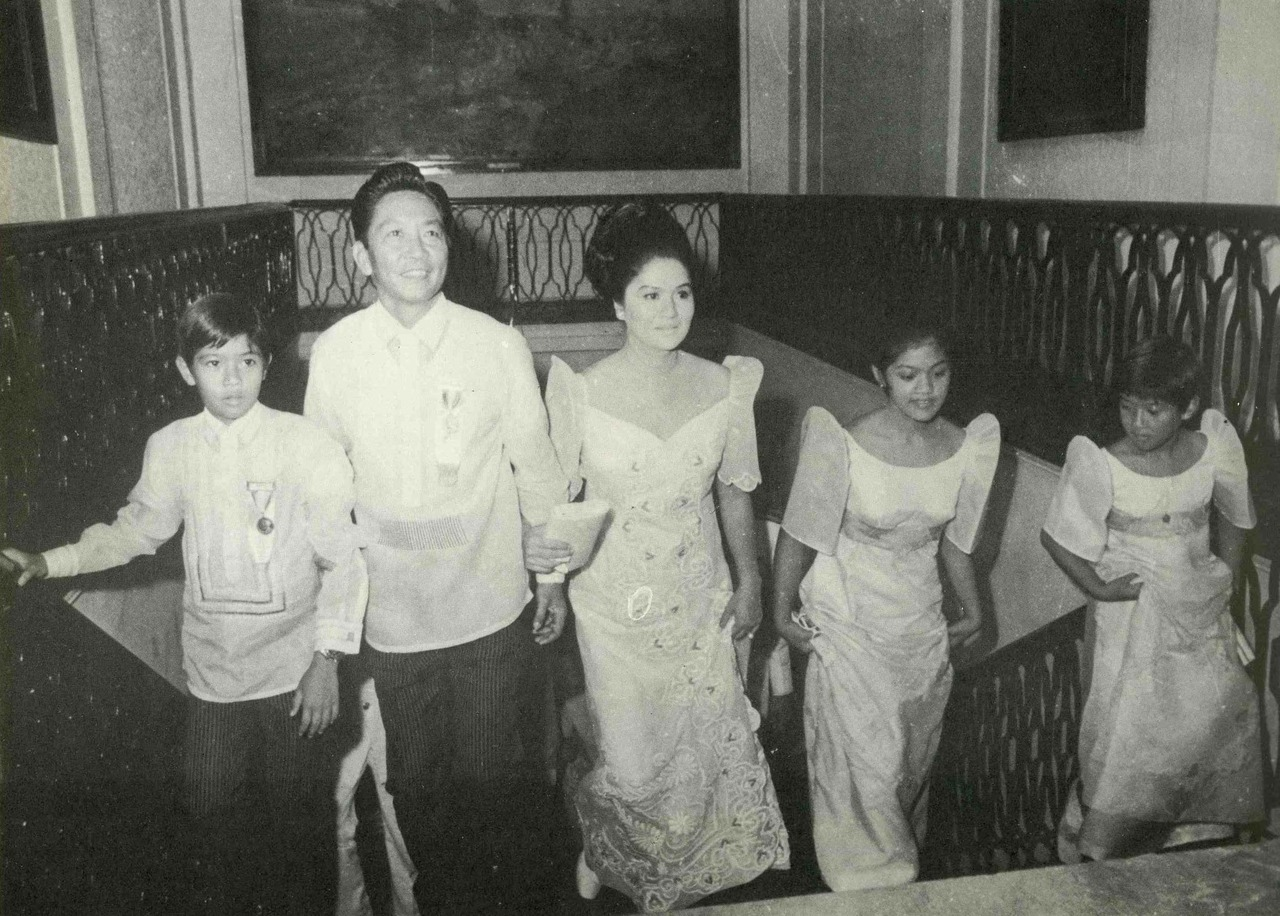
La famille Marcos en 1969. Imee est la deuxième en partant de la droite.

La carrière politique d'Imee Marcos commence alors que son père Ferdinand Marcos est le président du pays. Elle devient membre du Regular Batasang Pambansa (en) et présidente de l'organisation de jeunesse Kabataang Barangay (KB). Le militant Archimedes Trajano (en) est enlevé, torturé et assassiné peu de temps après avoir remis en cause sa nomination au KB. Elle a 18 ans quand son père instaure la loi martiale et 30 quand son régime dictatorial prend fin et que la famille doit quitter le pays, lors de la révolution de 1986. Aidé par les États-Unis, le clan s'exile à Honolulu.
Après la mort de Ferdinand Marcos en 1989, la présidente Corazon Aquino autorise les Marcos à revenir aux Philippines à partir de 1991. Imee Marcos se porte rapidement candidate à des élections et siège durant trois mandats à la Chambre des représentants, effectuant ensuite trois mandats comme gouverneure d'Ilocos Norte. Elle est élue au Sénat lors des élections de 2019,.
Elle est liée aux biens mal acquis de la famille Marcos,,. Son nom figure par ailleurs dans les Panama Papers.